# Kanō Masanobu

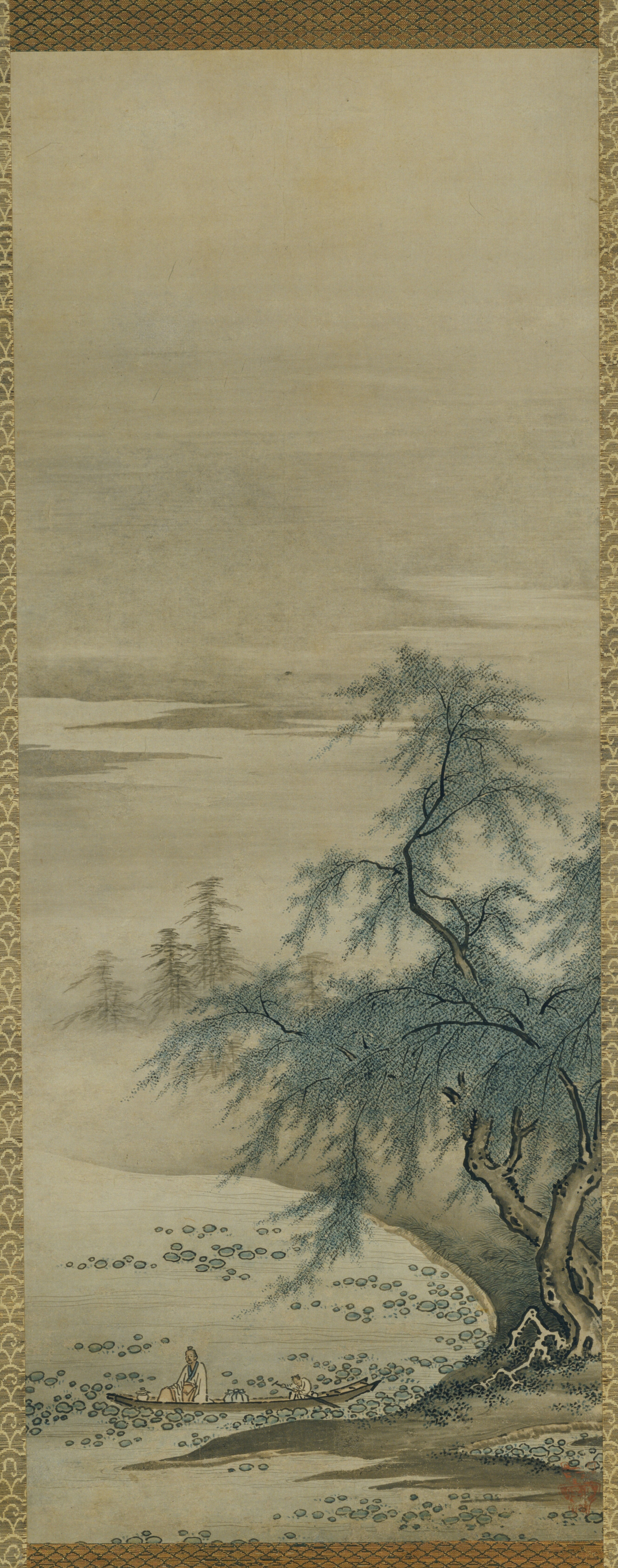
Zhou bewundert den Lotos.

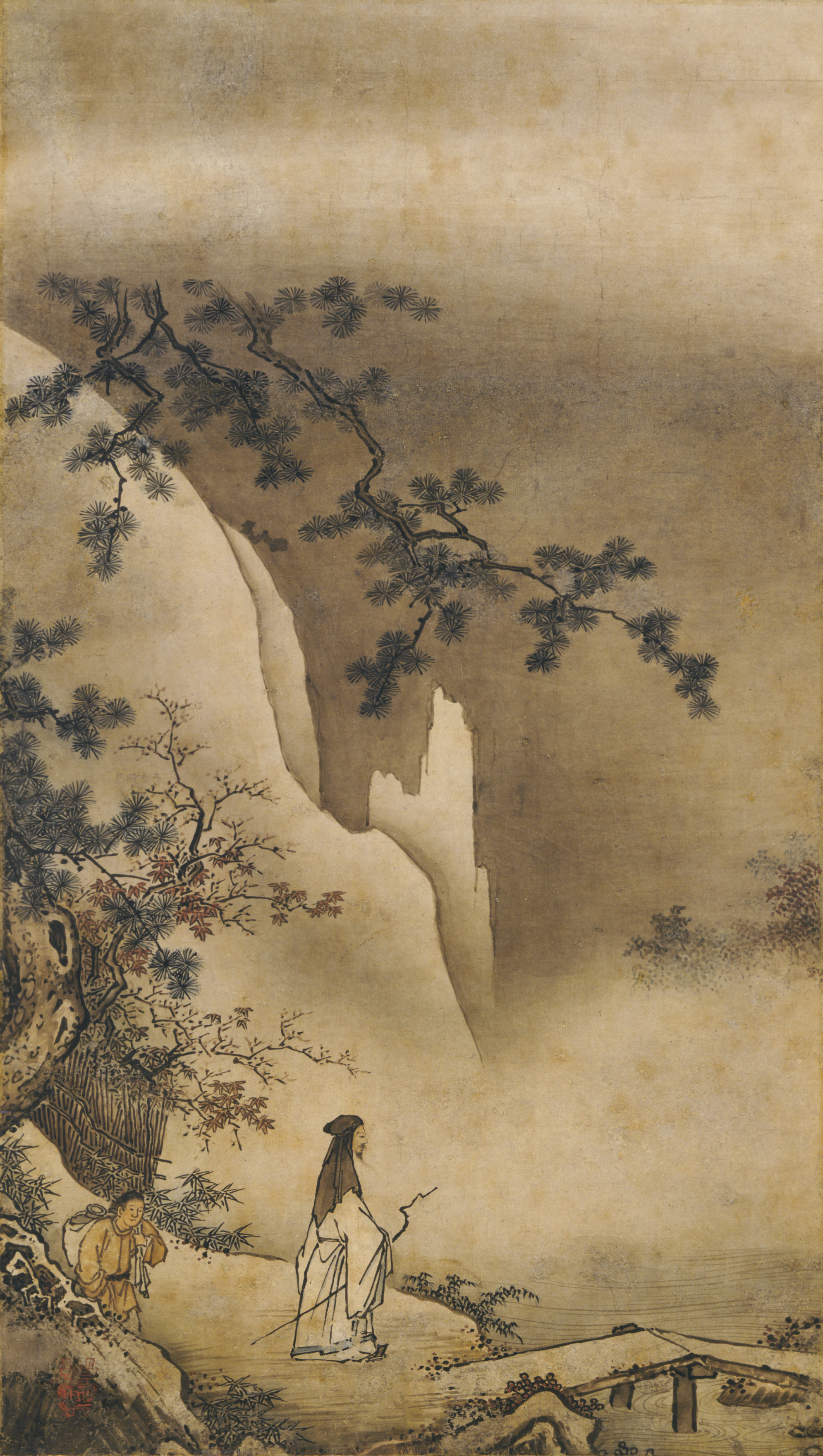
Landschaft

Kanō Masanobu (japanisch 狩野 正信; geb. 1434; gest. 2. August 1530) war ein japanischer Maler und Begründer der Kanō-Schule.

## Leben und Werk
Man nimmt an, dass Masanobu aus der Kanō-Familie in der Provinz Izu stammte. Er erlernte die Malerei unter seinem Vater Kanō Kagenobu, auch unter Shūbun und Oguri Sōtan. Nach dem Tode Sōtans 1481 wurde er dessen Nachfolger als offizieller Maler des Muromachi-Shogunats. Während der Jahre 1483 bis 1484 produzierte er Stellschirme und schuf Wandmalereien (障壁画, Shōheki-ga) für die Higashiyama-Villa des Shōgun Ashikaga Yoshimasa. Um 1489 wurde Masanobu vom Posten eines Ōi no suke zum Echizen no kami (越前守) befördert.
Um 1490 schloss er sich einem buddhistischen Orden an und erhielt den Namen Yūsei (祐勢, 友清, 祐盛). Er erhielt auch den Ehrentitel Hokkyō. Aus schriftlichen Zeugnissen ist bekannt, dass Masanobu neben Wandbildern auch Porträts und Bilder mit buddhistischem Inhalt malte, wobei allerdings nur wenige Malereien überliefert sind, die unzweifelhaft ihm zuzuschreiben sind.
Das Bild eines berittenen Kriegers, das im Jizō-in aufbewahrt wird, und das Shōgun Ashikaga Yoshihisa darstellt, der zur Schlacht reitet, ist wohl von ihm. Beispielhafte Tuschmalereien von ihm sind eine Landschaft (山水図 Sansui-zu) im Besitz der Konishi-Familie, das Bild mit dem Titel „Zhou Dunyi bewundert den Lotos“ mit dem Philosophen Zhou aus der Song-Dynastie im Besitz der Nakamura-Familie.
Masanobu benutzte verschiedene chinesische Maltechniken, um einen realistischen Stil zu schaffen, der leicht verständlich und auch für die Malerei im Stil des Yamato-e geeignet war. Sein Stil wurde durch seinen Sohn Motonobu weiter entwickelt und wurde dann der Stil, der die Kanō-Schule berühmt machte.